# Musikalsk Tidende
Musikalsk Tidende var et musiktidsskrift der udkom fra 1836 med kun 20 numre redigeret af komponisten A.P. Berggreen "i Forening med nogle Kunstvenner"
Der var endnu ikke tilstrækkelig grundlag for et sådant initiativ; det måtte vente til senere i 1800-tallet.